# All-Ireland Senior Hurling Championship 1910
L'All-Ireland Senior Football Championship 1910 fu l'edizione numero 24 del principale torneo di hurling irlandese. Wexford batté Limerick in finale, ottenendo il primo titolo della sua storia.

## Formato
Parteciparono 15 squadre e si tennero i campionati provinciali i cui vincitori avrebbero avuto diritto d'accesso alla fase finale nazionale. I vincitori dei titoli di Munster e Connacht avevano diritto automatico d'accesso alle semifinali, mentre i campioni di Leinster e Ulster avrebbero sfidato rispettivamente Londra e Glasgow nei quarti di finale.

## Torneo
All-Ireland Senior Hurling Championship
| 31 luglio Quarto di finale | Glasgow | 1-13 – 0-7 | Antrim | Belfast |

| 21 agosto 1910 Semifinale | Cork | 7-3 – 1-0 | Galway | Tuam |

| 4 settembre 1910 Quarto di finale | Kilkenny | 5-11 – 0-3 | London | Waterford |

| Dublino 2 ottobre 1910 Semifinale | Dublin | 6-6 – 5-1 | Glasgow | Jones's Road |

| Dublino 20 novembre 1910 Finale | Wexford                | 7-0 – 6-2 | Limerick | Jones's Road (4 780 spett.)\| Arbitro: \| M. F. CRowe (Limerick) \| |
| Arbitro:                        | M. F. CRowe (Limerick) |           |          |                                                                     |

- Ci furono tre squadre del Leinster alle All-Ireland Series. Kilkenny, in quanto campione All-Ireland in carica, fu scelto per rappresentare la provincia nei quarti di finale. Dublino, in quanto sconfisse Kilkenny nel torneo provinciale, rappresentò il Leinster nella semifinale, mentre Wexford, vincitrice del torneo provinciale dell'anno in corso, disputò la finale.